# Dekanat łohojski II
Dekanat łohojski II – jeden z jedenastu dekanatów wchodzących w skład eparchii borysowskiej Egzarchatu Białoruskiego Patriarchatu Moskiewskiego.

## Parafie w dekanacie
- Parafia Opieki Matki Bożej w Dźwinosie
  - Cerkiew Opieki Matki Bożej w Dźwinosie
- Parafia Zwiastowania Najświętszej Maryi Panny w Górnie
  - Cerkiew Zwiastowania Najświętszej Maryi Panny w Górnie
- Parafia Narodzenia św. Jana Chrzciciela w Izbisku
  - Cerkiew Narodzenia św. Jana Chrziciciela w Izbisku
- Parafia Przemienienia Pańskiego w Kamienie
  - Cerkiew Przemienienia Pańskiego w Kamienie
- Parafia św. Aleksego Moskiewskiego w Krajsku
  - Cerkiew św. Aleksego Moskiewskiego w Krajsku
- Parafia św. Mikołaja Cudotwórcy w Krajsku
  - Cerkiew św. Mikołaja Cudotwórcy w Krajsku
- Parafia św. Mikołaja Cudotwórcy w Okciabrze
  - Cerkiew św. Mikołaja Cudotwórcy w Okciabrze
- Parafia Kazańskiej Ikony Matki Bożej w Okołowie
  - Cerkiew Kazańskiej Ikony Matki Bożej w Okołowie
- Parafia Świętych Piotra i Pawła w Pleszczenicach
  - Cerkiew Świętych Piotra i Pawła w Pleszczenicach
- Parafia św. Jana Teologa w Wielkich Niestanowiczach
  - Cerkiew św. Jana Teologa w Wielkich Niestanowiczach
- Parafia św. Włodzimierza Wielkiego w Zasowiu
  - Cerkiew św. Włodzimierza Wielkiego w Zasowiu

## Galeria

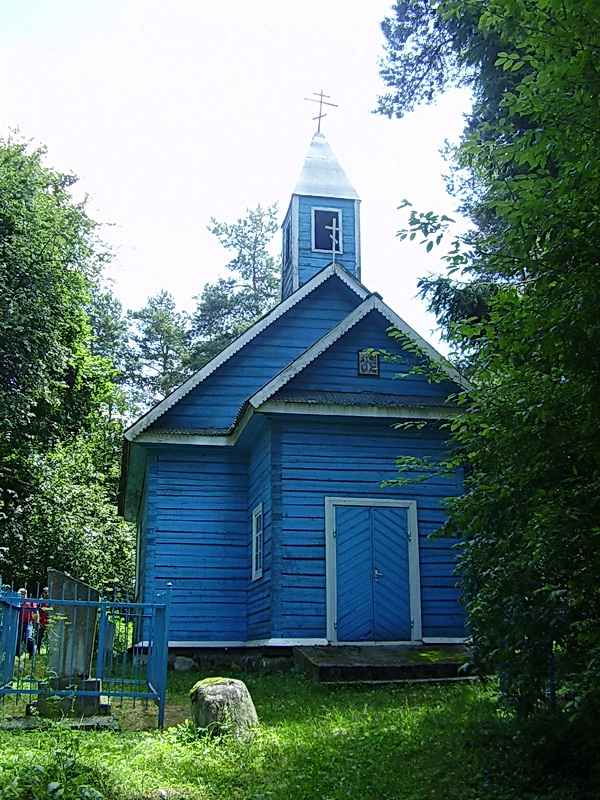
Cerkiew Opieki Matki Bożej w Dźwinosie
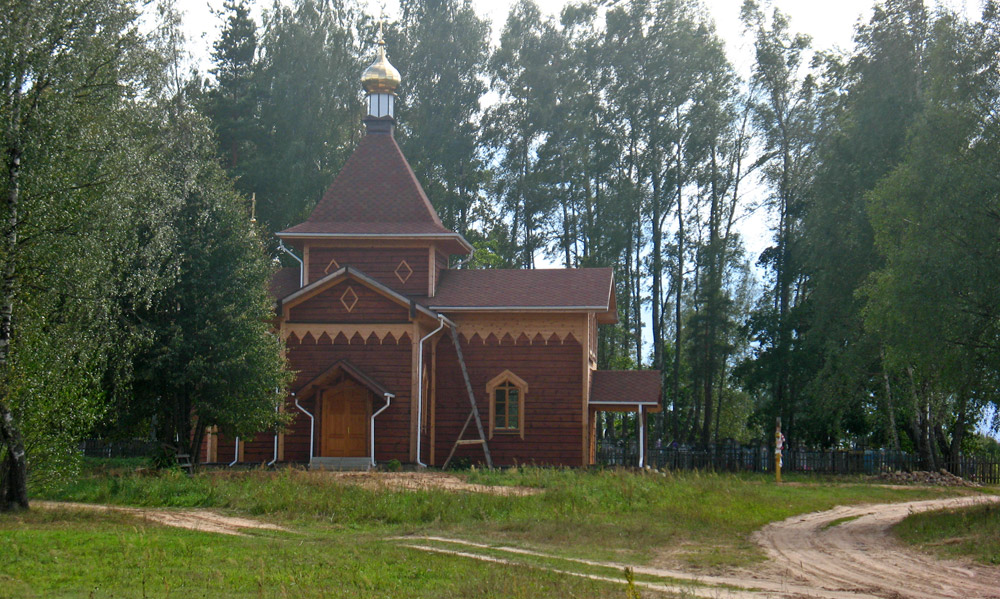
Cerkiew Zwiastowania Najświętszej Maryi Panny w Górnie
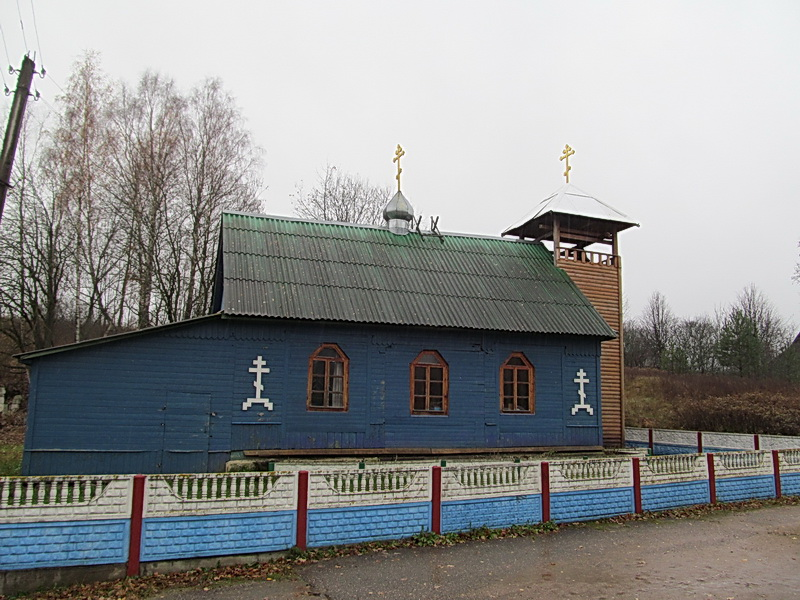
Cerkiew Przemienienia Pańskiego w Kamienie
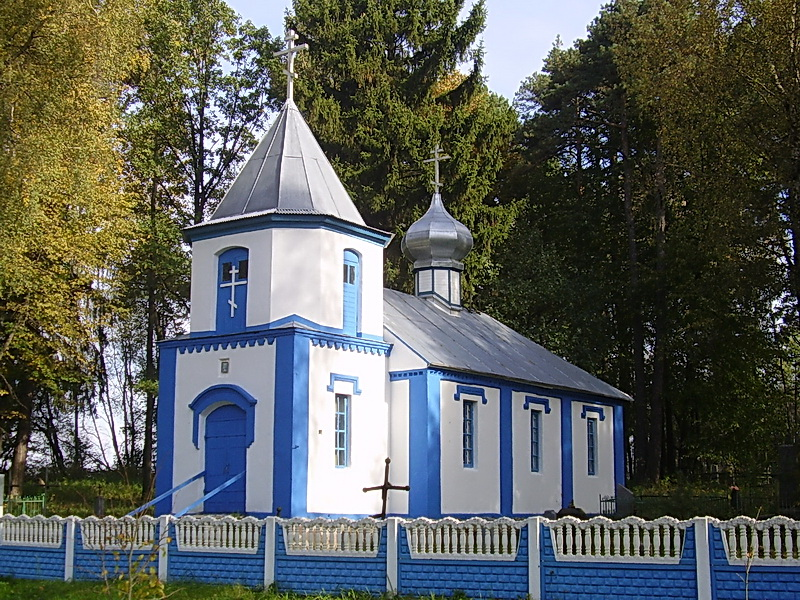
Cerkiew św. Aleksego Moskiewskiego w Krajsku
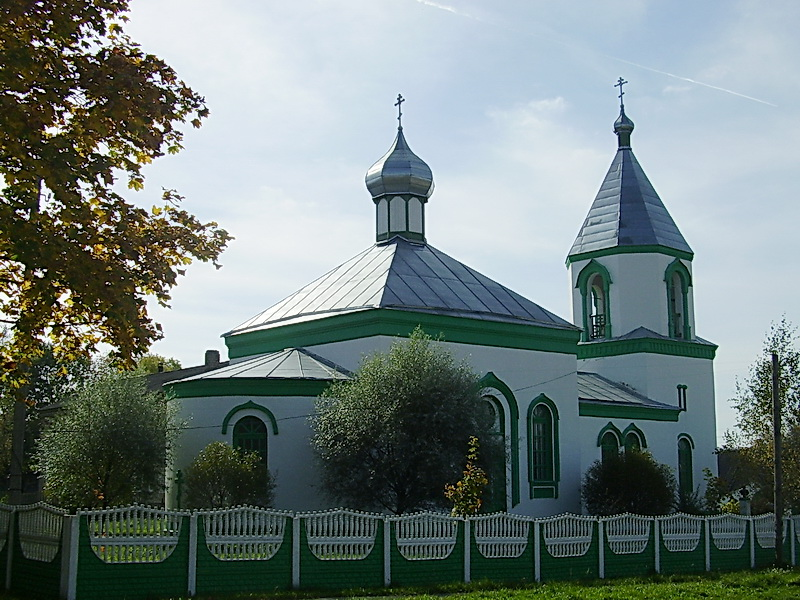
Cerkiew św. Mikołaja Cudotwórcy w Krajsku
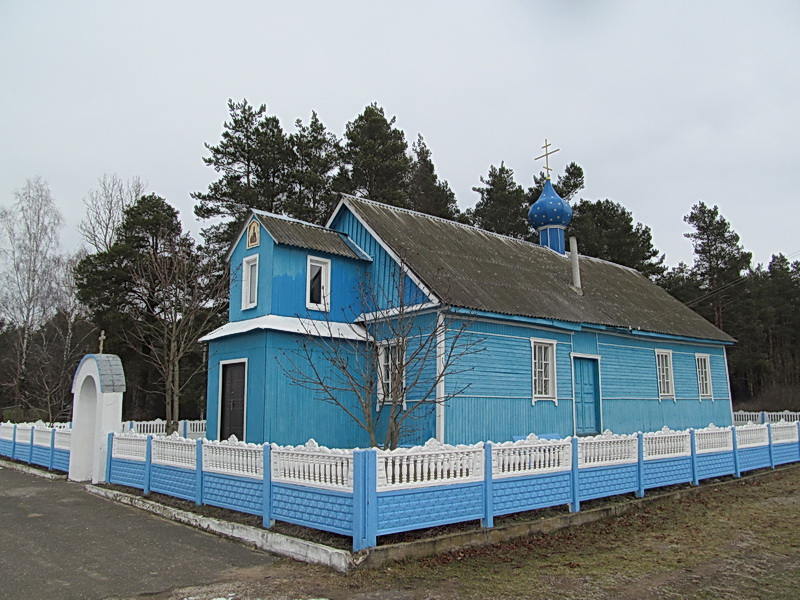
Cerkiew św. Mikołaja Cudotwórcy w Okciabrze
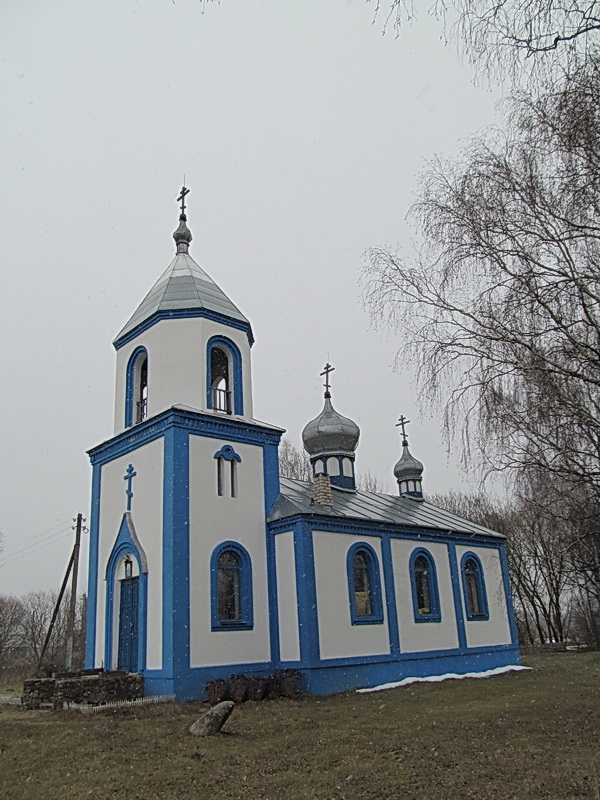
Cerkiew św. Jana Teologa w Wielkich Niestanowiczach